# Martin Ziegler
Pour les articles homonymes, voir Ziegler.
 (juillet 2010).
 (juillet 2010).
Martin Ziegler, né le 28 janvier 1956 à Stuttgart (Allemagne) est un écrivain, traducteur et réalisateur de films français. ('Nom de plume', surnom : Lorenzo Marzio Luettore)

## Biographie
À 17 ans, après son enfance passée à Stuttgart (où il fréquente le lycée universitaire Eberhard Ludwigs Gymnasium, ce qui lui permet de rencontrer, puisque dirigeant durant deux ans la revue Das Gesicht du lycée, Martin Heidegger, Ernst Bloch ou Mikis Theodorakis) et au Jura Souabe, il quitte l’Allemagne et poursuit en France sa formation. Il cumule des études multiples : beaux-arts, littérature, sciences humaines, théologie (entre l'Université de Rouen, la Sorbonne et la Faculté Catholique), puis il fait un bref retour en Allemagne pour apprendre la technologie de la peinture avec Koichi Nasu ; en 1979 il expose à Stuttgart pour la galerie de Max Hetzler Oedipus u. Nachtische, installation pour deux magnétophones. Il vit entre Paris, Rouen, et voyage beaucoup partout en Europe.
Pendant six années, toutes les semaines, il travaille à une thèse avec Michel Foucault sur la notion de bios. Il entre aux éditions du Seuil comme assistant-conseiller littéraire auprès de François Wahl et travaille sur les publications de Hubert Damisch, Françoise Dolto… Psychanalyse, littérature, philosophie ainsi que l’art constituent les centres d’intérêts de Martin Ziegler à travers toutes ces années de formation qui sont l’occasion pour lui de rencontres marquantes avec notamment Pierre Klossowski, Josef Beuys, Sevéro Sarduy, Jacques Nassif, Michel Leiris, Paul Veyne. Il évoque avec ce dernier son désir d’accéder à l’œuvre de René Char, « Lisez, et relisez encore. Lisez sans comprendre, là n’est pas l’important », lui conseille alors P. Veyne, position d’accès à la poésie qui reste la plus souveraine.
En 1986, après diverses contributions dans la revue Urbi, il publie son premier ouvrage, aux éditions de l’Aube, La Suite des temps, un bref récit qui sera notamment remarqué par Julien Gracq, André du Bouchet et Jean-Luc Nancy (e.a. perçu comme "Une écriture hapax")… Depuis lors, il se consacre à l’écriture et travaille parallèlement comme traducteur de l’allemand, ce qui l'amènera à traduire des textes de Hannah Arendt, Heinrich Böll, Mathieu Carrière, Franz Kafka, Kleist, R.M. Rilke, Thomas Strittmatter, Jean-Luc Parant…
En 1990 paraît chez le même éditeur, son deuxième ouvrage, Duel, idylle, adresse ; trois ans plus tard il écrit Au printemps, un texte pour le théâtre, dont l'acteur Maxime Leroux fait une mise en scène expérimentale avec Martin Ziegler sur une petite scène de Sotteville-les-Rouen.
En 1997, il confie aux éditions L. Mauguin la publication de Ô ter abcède, récit poétique où se synthétisent le souci de la poésie, la pensée de l’autre et l’esthétique d’une œuvre à la fois précise, elliptique, intense et émouvante. Avec le même éditeur, il publie plusieurs recueils de poésie. Vitres griffées éteintes obtient en 1998 le prix Claude-Sernet. Arlette Farge, lors d’un entretien radiophonique à France Culture, relève à propos de Chemins à fleur autrement blancs : « l’étonnante absence d’histoire, une parole au temps et à l’autre, où le chemin ne va pas, où le chemin est là où l’on marche, tout simplement. »
Pour divers prescripteurs de la littérature contemporaine, dont Alain Veinstein qui le reçoit dans une de ses émissions, devient évidente chez Martin Ziegler cette attention permanente « à ce qui n’est pas », la place essentielle dans son travail du terme (double) de « recouvrement », le mot choisi dans l’écriture étant à la fois porteur d’une identité propre et recouvrant/portant tous les mots délaissés à son profit. Un dérangement, y compris « politique », comme l'exprime son rêve d'adolescent, celui d'« une communauté imaginaire de nihilistes russes présidée par Maître Eckhardt qui s'y tenait toujours sa tête sous le bras. »
Il fait dans la librairie-galerie de sa maison d’édition de nombreuses lectures publiques de son travail, ainsi que dans de multiples autres lieux en France (Maison des écrivains, Université de Nanterre, Journées poésie de Rodez, galeries, librairies, bibliothèques, salons du livre).
Depuis cette date il est aussi régulièrement invité à intervenir à l’étranger. En 1998 à Prague (République tchèque), sous l’égide du Friedrich-Bödecker-Kreis, organisation qui promeut la lecture auprès des adolescents et jeunes adultes, il prononce le discours de clôture, qu’il intitule « Prager Lenz », en référence à Paul Celan. En 2003, il reçoit pour son œuvre le prix de l’Organisation européenne des auteurs (Minden, Allemagne). En 2005, la Fondation Günter Grass (Brême, Allemagne) l’invite pour une soirée de lecture. La même année, Michael Krüger publie dans sa célèbre revue Akzente (Hanser Verlag) un choix de poèmes et leur traduction en allemand. Le Pr Gerhard Poppenberg propose alors à la revue un texte critique intitulé « Zum Spurlosen hin verdichten » qui sera publié en introduction aux poèmes dans le même numéro. En 2006, celui-ci invite une première fois Martin Ziegler à l’Université de Heidelberg pour lire devant un parterre d’étudiants. Il l’invite une deuxième fois en 2009 pour une rencontre discussion avec le poète allemand Durs Grünbein (prix Büchner 1995).
C’est lors d’une halte à Berlin, chez le peintre Hinrich Weidemann dont Martin Ziegler suit attentivement le travail, que s’est noué le dialogue avec Gerhard Poppenberg. C’est là également qu’il entre en contact avec l’œuvre du philosophe Werner Hamacher, proche de Jacques Derrida et de Jean-Luc Nancy, dont Martin Ziegler est le lecteur et avec qui il entretient des échanges brefs mais très importants à ce moment qu'il considère comme l'achèvement d'une première strate de son travail. Il traduit en français plusieurs allocutions de Werner Hamacher pour les colloques de Cerisy et pour le Collège international de Philosophie à Paris.

Fin 2005 paraît, toujours aux éditions L. Mauguin, Comme il en irait du venir au souffrance. Titre où se concrétise des années de réflexion et de travail sur « le venir » du poème, et en tant que tel « au-delà de la parousie ». Ce recueil est remarqué par Marie-Florence Ehret, dans les Cahiers critiques de poésie : 

« L’écriture de Martin Ziegler se raréfie encore, alors même que l’on pouvait croire la chose impossible. Sa poésie nous interroge, elle ne souligne rien, elle garde invisible l’invisible qu’elle désigne. »

Travail de dépouillement de l’écriture mené à une forme de paroxysme, la langue est inapte à dire, semble affirmer Martin Ziegler, tel que prévoit à le donner à entendre son texte sur la peintre Krochka - KROCHKA - VIENT ET VOIT, VOIR VENIR ; VOIRE VENUE - et son récit de pèlerinage L'IMPOSSIBLE OEUVRE AU-DELA, déclaré par l'Abbé Ferruccio Cavaggioni de Venise comme écriture message d'un "prophète". C’est dans l’espace d’absence de la langue que se formule le plus juste de la pensée, de la poésie. Ce qui le conduit à plusieurs sentes de travail différentes et complémentaires : une écriture renourrie par les mots où la compréhension se fait au-delà du sens, la réalisation en cours d’un film long métrage où l’image naît de l’image dans le refus d’une trame écrite. Sentes de travail que souligne et déplore aussi, de par la négativité, l'expression de ceux qui y sont hostiles, souvent après un certain temps de tentative d'approche, car craignant l'auteur quant à leur propre travail et/ou ambition, tels Alain Badiou, Christophe Bident, Jean Bollack, Philippe Bourdeyne, Pascal Greggory, Jean-Luc Marion, Jean-Luc Nancy, Jacques Nassif, Olivier Rolin...
Depuis 2010 il se consacre, parallèlement à l'écriture, à la réalisation d'un long-métrage chaque année, et ce seul, sans aucune assistance, effectuant « l'absence de scénario, car un scénario est la base d'un produit, non d'une création », le travail de la caméra, de la direction des acteurs, le montage, étalonnage, mixage… Un travail stimulé par le film The Inland Empire de David Lynch, qui le conduit à réaliser son premier film, Nice Lago durant l'écriture du texte de Les Images d'un silence. Dès le troisième film, Gon'(Alice), tous ses films sont diffusés au cinéma du Saint-André-des-Arts, puis un peu plus tard dans quelques villes de province. Cette liberté de création due à l'indépendance à l'égard d'une équipe et d'une société de production, la particularité de la direction des acteurs, attire certains acteurs 'stars' comme Mathieu Carrière (qui joue dans Joyce et dans Notes Laura Fiori), Richard Bohringer, Pascal Greggory, et également des chercheurs et spécialistes du cinéma comme José Moure (qui l'invite depuis 2019 à intervenir à la Sorbonne sur ses films et leur lien à ses textes), Murielle Gagnebin, Leslie Hill, Xavier Leherpeur, Antoine Le Fur… Car « ses films sont tout en fine ciselure, un entrelacs de mots et d'images, où les plans fixes ont une vie intérieure comme peu de cinéastes peuvent créer (…) Comme une peinture les films de Martin Ziegler sont une vision intérieure qu'il nous donne à partager, ils doivent se regarder comme un tableau, où chaque nouveau regard sera une découverte. (…) c'est le cinéma pur, celui de l'écriture et de l'image » (Didier Feldmann, cinéaste).
Le 28 mars 2022 Martin Ziegler reçoit le prix "sauvage" du Festival d'Europe à Paris pour son dernier film[réf. nécessaire] : Adieu Vénus (avec Mathilde Mosnier, Julien Cosquéric, Catherine Badet...). Et le 30 octobre de la même année, pour La présentation de Jésus au Temps, le prix de Flight Festivale internazionale de Gênes.[réf. nécessaire] (Le film provoquant de par son entente de la 'résistance' de Jésus dans notre monde la réaction du Vatican : "Nous aimerons le tuer, ce Martin Ziegler".) Il est fort probable que son oeuvre d'images, achevée en 2025, Prihère Faro Muran' Aiemer, sera reçu de la même manière par les institutions idéologiques.

## Publications
- La Suite des temps, éditions de l'Aube, La Tour d'Aigues, 1986
- Duel, idylle, adresse, éditions de l'Aube, La Tour d'Aigues, 1991
- Ô ter abcède, éditions L. Mauguin, Paris, 1997
- Vitres griffées éteintes, éditions L. Mauguin, Paris, 1998
- Chemins à fleur autrement blancs, éditions L. Mauguin, Paris, 2000
- Par le recouvrement du pas, enregistrement en studio de poèmes lus par l'auteur, CD, éditions L. Mauguin, Paris, 2002
- Vers un jour de buis, éditions L. Mauguin, Paris, 2003
- Comme il en irait du venir en souffrance, éditions L. Mauguin, Paris, 2005
- Notes Laura Fiori, éditions L. Mauguin, Paris, 2011
- Foery, éditions L. Mauguin, Paris, 2011
- Réflexions sur une langue en souffrance, Turia und Kant Verlag, Vienne/Berlin, 2015
- Les images d'un silence, Editions L. Mauguin, Paris, 2019
- Je ne suis pas Gerard Poppenberg, Wilhelm Fink Verlag, 2020
- Son - théorique - propre spectateur, Editions L. Mauguin, Paris, 2020

Inachever, Editions L. Mauguin, Paris 2022
Krochka - vient et voit, voir venir ; voire venue, Editions L. Mauguin, Paris 2023
L'IMPOSSIBLE OEUVRE AU-DELÀ, Editions L. Mauguin, Paris 2023

### Publications traduites en langue étrangère
- Adauktus oder die Fügung der Zeit (La Suite des temps), [traduction Elisabeth Madlener], éditions Jutta Legueil, Stuttgart, 1992
- « da Ô ter abcède », [traduction Emanuela Burgazzoli], in Idra, éditions Marcos y Marcos, Milan, 1999*
- « Buchsbaumtagwärts », [traduction M.Z.], in Akzente, éditions Hanser, Munich, avril 2005
- « Verso un giorno di bosso », [traduction Ivana Cenci], in Anterem,Vérone, 2007

## Filmographie
- Nice Lago, 2011, Jean-Luc Nancy
- The Seven Sisters, 2013, avec Eric Affergan, Catherine Badet
- Gon'(Alice), 2014, avec Mélanie Lacroix, Julien Cosquéric, Delphine Sartiaux
- With Out, 2014, avec Julien Cosquéric, Delphine, Sartiaux, Patrick Boucher
- VWaR, 2015, avec Mélanie Lacroix, Julien Cosquéric, Delphine Sartiaux, Patrick Boucher, Léna Lenoff
- Patmos, 2016, avec Patrick Boucher, Catherine Badet, Margot Lourdet, Stefano Gilardi
- Joyce, 2018, avec Vanesa Prieto, Mathieu Carrière, Mathilde Mosnier
- Notes Laura Fiori, 2020, avec Mathilde Mosnier, Anna Benigna, Mathieu Carrière, Sabine Lenoël, Raphaël Mathon, Julien Cosquéric
- Adieu Vénus, 2021, avec Mathilde Mosnier, Julien Cosquéric, Catherine Badet.
- La présentation de Jésus au temps, 2022, avec Julien Cosquéric, Mathilde Mosnier, Elisabetta dal Carlo, Sabine Lenoël, Carlos Brassesco, Davide Sterle.
- Prihère Faro Muran' Aiemer, 2025

## Entretiens radiophoniques
- Avec Arlette Farge, « L’histoire autrement », France Culture, 25 juin 2001
- Avec Alain Veinstein, « Surpris par la nuit », France Culture, 21 oct. 2002
- Avec Sophie Nauleau, « Ça rime à quoi », France Culture, 30 oct. 2011